# Digama deliae
Digama deliae är en fjärilsart som beskrevs av Emilio Berio 1939. Digama deliae ingår i släktet Digama och familjen björnspinnare. Inga underarter finns listade i Catalogue of Life.